# 大嶋記胤
大嶋 記胤（おおしま のりつぐ、1976年11月14日 - ）は、日本の男性プロボクサー。茨城県結城市出身。2005年に引退した元祖刺青プロボクサー・大嶋宏成の実弟。身長173cm、体重68kg。シャイアン山本ジム所属。

## 戦績
日本国内
10戦6勝（5KO）4敗（4KO）
海外戦績
3戦3勝（3KO）（於タイ）
3戦目は2007年9月15日にバンコクスタジアムで行われ、2ラウンドKO勝ち。

## 概要
胸、背中から臀部、肩から手首までと上半身の約70パーセントに刺青が入っており、日本プロボクシング協会よりライセンスの交付を受けられないため日本の公式戦のリングに立てなかった。実兄である元祖刺青プロボクサー・大嶋宏成は皮膚移植により胸の刺青を削除したが、記胤には皮膚移植できる部位が無い。協会との交渉を継続しつつ、日本のリングに上がるためのひとつの方法としてタイでの戦績を積み、タイからの逆輸入ボクサーを試みた。
タイでのデビュー戦は2006年9月19日でタイ軍事クーデターが起きた日である。本人は「なんか街が騒がしくて、戦車が市街を走っていた」とコメントしており、当日はクーデターを理解していなかった様子である。
2007年7月26日、DEEP GLOVEにおいてコウジ有沢とのボクシングエキシビションマッチ（2分3R）を行った。
2008年6月15日、DEEP GLOVE 2においてコウジ有沢とのボクシングエキシビションマッチ（2分3R）を行った。
2008年8月、胸部の入れ墨をレーザーで除去したことで協会にその姿勢を評価され、日本でのプロライセンスを取得した。
2008年11月19日、後楽園ホールにおいて国内デビューを果たし、小澤高広に4R判定勝ちを収めた。
2008年12月18日、密着取材されたドキュメント番組が『NONFIX』（フジテレビ）にてオンエア。タイトル「信じたい 〜32歳、入れ墨ボクサーの闘い〜」
2009年6月23日、後楽園ホールにおいて岩井孝貴（ジャパンスポーツ）に1R TKO勝ちを収めた。
【 出演 】
［キズナのチカラ］BS 日テレ
亡き祖母への恩返し 介護福祉士に
第二の人生をかけるプロボクサー
2012年  7月27日  22時〜放送

【 映画 】
- アメイジング グレイス〜儚き男たちへの詩〜（2011年8月公開、グアパ・グアポ）

フジテレビ ドキュメンタリー
【NONFIX】2008年  12月18日
〜信じたい〜
32歳入れ墨ボクサーの戦い！